# Sherwin Carlquist
Sherwin Carlquist (7 de julio de 1930) es un profesor, botánico y fotógrafo estadounidense.
Se recibió B.A., en la University of California, Berkeley, en 1952; su Ph.D., ibíd. en 1956. Y realizó estudios postdoctorales en Harvard University, entre 1955 a 1956. Fue Profesor Adjunto de Ciencias Biológicas, en la Universidad de California en Santa Bárbara, de 1993 a 1998.

## Algunas publicaciones
- 2001. Vessels in ferns: structural, ecological, and evolutionary significance. Amer. J. Bot. 88: 1-13 (con Edward L. Schneider)

- 2001. Observations on the vegetative anatomy of Austrobaileya: habital, organographic, and phylogenetic conclusions. Bot. J. Linnean Soc. 135: 1-11

- 2001. Vegetative anatomy of the New Caledonian endemic Amborella trichopoda: new data: relationships with the Illiciales and implications for vessel origin and definition. Pacific Science 55: 305-312 (con Edward L. Schneider)

- 2001. Wood anatomy of Corynocarpaceae is consistent with placement in Cucurbitales. Syst. Bot. 26: 54-65 (con Regis B. Miller)

- 2001. Wood and stem anatomy of Rhabdodendraceae is consistent with placement in Caryophyllales. l. IAWA J. 22:171-181

- 2001. SEM studies of vessels of Saururaceae. IAWA J. 22:183-192 (con Edward L. Schneider)

- 2001. Wood anatomy of Fouquieriaceae in relation to habit, ecology, and systematics; nature of meristems in wood and bark Archivado el 30 de noviembre de 2010 en Wayback Machine.. Aliso 19: 137-163

- 2001. Stem and root anatomical correlations with life-form diversity, ecology, and systematics in Moringa (Moringaceae) Archivado el 27 de agosto de 2008 en Wayback Machine.. Bot. J. Linnean Soc. 135:315-348 (con Mark Olson)

- 2001. Wood anatomy of the woody Asteraceae of St. Helena I.; evolutionary significance. Bot. J. Linnean Soc. 137:197-210

- 2002. The tracheid-vessel element transition in angiosperms involves multiple independent features: cladistic consequences. Amer. Jour. Bot. 89: 185-195 (con Edward L. Schneider)

- 2002. Wood and bark anatomy of Salvadoraceae: ecology, relationships, histology of interxylary phloem. J. Torrey Bot. Soc. 129: 10-20

- 2002. Vessels of Illicium (Illiciaceae): range of pit membrane presence in perforations and other vessel details Archivado el 21 de noviembre de 2008 en Wayback Machine.. Int. J. Plant Sci. 163: 755-763

- 2002. Wood anatomy and successive cambia in Simmondsia (Simmondsiaceae): evidence for inclusion in Caryophyllales s. l. Madroño 49: 158-164

- 2002. Wood and bark anatomy of Myricaceae: relationships, generic definitions, and ecological interpretations. Aliso 21: 7-29

- 2003. Perforation plate diversity in Illicium floridanum with respect to organs, provenance, and microtechnical methods. Sida 20: 1047-1057 (con Edward L. Schneider)

- 2003. Wood anatomy of Hawaiian and New Guinean species of Tetramolopium (Asteraceae): ecological and systematic aspects. Pac. Sci. 57: 171-179 (con Timothy K. Lowrey)

- 2003. Wood anatomy of Aextoxicacaceae and Berberidopsidaceae is compatible with their inclusion in Berberidopsidales. Syst. Bot. 28: 317-325. PDF  Archivado el 27 de agosto de 2008 en Wayback Machine.

- 2003. Wood anatomy of Polygonaceae: familial relationships; analysis of a family with exceptional wood diversity. Bot. J. Linnean Soc. 141: 25-51

- 2003. Unusual pit membrane remnants in perforation plates of Cyrillaceae. J. Torrey Bot. Soc. 130: 225-230 (con Edward L. Schneider)

- 2003. Wood and stem anatomy of woody Amaranthaceae s.s.: ecology, systematics, and the problem of defining rays in dicotyledons. Bot. J. Linnean Soc. 143: 1-19

- 2004. Perforation plate pit membrane remnants in vessels of Sarraceniaceae: possible indicators of relationship and ecology. J. Torrey Bot. Soc. 131: 1-7 (con Edward L. Schneider)

- 2004. Perforation plate pit membrane remnants and other vessel details of Clethraceae: primitive features of wood in Ericales. Int. J. Plant Sci. 165: 369-375 (con Edward L. Schneider)

- 2004. Pit membrane remnants in perforation plates of Hydrangeales; comments on pit membrane remnant occurrence, physiological significance, and phylogenetic distribution in dicotyledons. Bot. J. Linnean Soc. 146: 41-51. (con E.L. Schneider). PDF  Archivado el 21 de noviembre de 2008 en Wayback Machine.

- 2004. Pit membrane remnants in perforation plates and other vessel details of Cornales. Brittonia 56: 275-283 (con Edward L. Schneider)

- 2004. Lateral meristems, successive cambia and their products: a reinterpretation based on roots and stems of Nyctaginaceae. Bot. J. Linnean Soc. 146: 129-143

- 2004. Vestigial pit membrane remnants in perforation plates and helical thickenings in vessels of Ericaceae. Nordic. J. Bot. 23: 353-363 (con E.L. Schneider)

- 2005. Wood and bark anatomy of Muntingiaceae: a phylogenetic comparison within Malvales s.l. Brittonia 57: 59-67

- 2005. Wood anatomy of Gentianaceae, tribe Helieae: diversification in relation to ecology, habit, and systematics; the effect of sample diameter. Brittonia 57: 278-291. (con Jason R. Grant)

- 2005. Origin and nature of vessels in monocotyledons. 6. Hanguana (Hanguanaceae). Pac. Sci. 59: 393-398. (con Edward L. Schneider)

- 2005. Origins and nature of vessels in monocotyledons. 7. Haemodoraceae and Philydraceae. J. Torrey Bot. Soc. 132: 377-383

- 2005. Wood anatomy of Krameriaceae with comparisons with Zygophyllaceae: phylesis, ecology, and systematics Archivado el 7 de octubre de 2008 en Wayback Machine.. Bot. J. Linnean Soc. 149: 257-27

- 2006. Asteropeia and Physena (Caryophyllales): a case study in comparative wood anatomy. Brittonia 58: 301-313

- 2006. Origins and nature of vessels in monocotyledons. 8. Orchidaceae. Amer. J. Bot. 93: 963-971. (con E.L. Schneider)

- 2007. Successive cambia in Aizoaceae: products and process. Bot. J. Linnean Soc. 153: 141-155

- 2007. Bordered pits in ray cells and axial parenchyma: the histology of conduction, storage, and strength in living wood cells. Bot. J. Linnean Soc. 153: 157-168. PDF  Archivado el 21 de noviembre de 2008 en Wayback Machine.

- 2007. Origin and nature of vessels in monocotyledons. 9. Sansevieria. South African J. Bot. 73: 196-203 (con Edward L. Schneider). (origin-and-nature-of_2007 2006?) PDF  Archivado el 27 de agosto de 2008 en Wayback Machine.

- 2007. Logistic regression in comparative wood anatomy: tracheid types, wood anatomical terminology, and new inferences from the Carlquist and Hoekman southern Californian data set. Bot. J. Linnean Soc. 154: 331-351 (con Julieta A. Rosell, Mark E. Olson, Rebeca Aguirre Hernández)

- 2007. Wood anatomy of Crossosomatales: patterns of wood evolution with relation to phylogeny and ecology. Aliso 24: 1-18. PDF  Archivado el 27 de agosto de 2008 en Wayback Machine.

- 2007. Scanning electron microscope studies of cycad tracheids. South African J. Bot. 73: 512-517 (con Edward L. Schneider)

- 2007. Successive cambia revisited: ontogeny, histology, diversity, and functional significance. J. Torrey Bot. Soc. 134:301-332 PDF  Archivado el 21 de noviembre de 2008 en Wayback Machine.

- 2007. Tracheary elements in ferns: new techniques, observations, and concepts. Amer. Fern J. 97: 25-37 (with Edward L. Schneider). PDF Archivado el 27 de agosto de 2008 en Wayback Machine.

- 2014. Fibre dimorphism: cell type diversification as an evolutionary strategy in angiosperm woods. Bot. J. Linnean Soc. 174: 44-67

- 2014. Origins and nature of vessels in monocotyledons. 14. Vessellessness in Orontioideae (Araceae): adaptation or relictualism? Nordic J. Bot. (con Edward L. Schneider)

### Libros
- 1961. Comparative Plant Anatomy. Ed. Holt, Rinehart & Winston, N York. ix + 146 pp.

- 1965. Island Life. A Natural History of the Islands of the World. Ed. Natural History Press, New York. xii + 455 pp.

- 1965. Japanese Festivals (con Helen Bauer). Ed. Doubleday & Co. N York. 224 pp. (reimpreso 1974, Charles E. Tuttle & Co. Tokio. 231 pp.)

- 1970. Hawaii. A Natural History. Ed. Natural History Press, N York. ix + 463 pp. (2ª ed. 1980, por Pacific Tropical Bot. Garden, Hawái, ix + 468 pp.)

- 1974. Island Biology. Ed. Columbia University Press, N York & Londres. xii + 660 pp.

- 1975. Ecological Strategies of Xylem Evolution. Ed. University of California Press, Berkeley & Londres. x + 243 pp. + index + 15 pls.

- 1988. Comparative Wood Anatomy. Ed. Springer Verlag, Berlín & Heidelberg. x + 436 pp. (2ª ed. 2001. Springer Verlag, Berlín & Heidelberg, x + 448 pp.)

- 1993. Natural Man. Ed. Flf Pr. 124 pp. ISBN 1-877978-72-8

- 2003. Tarweeds and Silverswords: Evolution of the Madiinae (Asteraceae). Ed. S Carlquist, BG Baldwin, GD Carr. Missouri Botanical Garden Press. 293 pp.

## Honores
- 1967: premio Gleason del Jardín Botánico de Nueva York (mejor contribución a la biogeografía) por Island Life
- 1977: premio a la carrera (Certificado de Mérito), Sociedad Botánica de América
- 1987: miembro de la Academia Internacional de Ciencias de la Madera
- 1992: medalla de Allerton del Jardín Botánico Tropical Nacional
- 1993: premio Asa Gray, Sociedad Americana de taxónomos de plantas
- 1966: premio a la carrera, Santa Bárbara Botanic Garden, Medalla
- 1996: medalla de miembro, Academia de California de Ciencias
- 1996: galardón Margaret T. Getman de enseñanza de la Universidad de California en Santa Bárbara
- 2006: medalla José Cuatrecasas en Botánica, Smithsonian Institution
- 2007: simposio en honor a la labor científica, por "Uso de la anatomía para vascularizar botánica tropical, ecología, y sistemática: las contribuciones de Sherwin Carlquist a las ciencias botánicas", presentados en las reuniones de Chicago de la Sociedad Botánica de América

### Eponimia
Género
- (Asteraceae) Carlquistia B.G.Baldwin[2]

Especies
- (Lycopodiaceae) Huperzia × carlquistii Beitel & W.H.Wagner[3]

- (Stylidiaceae) Stylidium carlquistii Lowrie[4]